# Mesembryanthemum digitatum
Mesembryanthemum digitatum är en isörtsväxtart. Mesembryanthemum digitatum ingår i Isörtssläktet som ingår i familjen isörtsväxter.

## Underarter
Arten delas in i följande underarter:
- M. d. digitatum
- M. d. littlewoodii